# Abronia (djur)
Abronia är ett släkte ödlor i familjen kopparödlor. Släktet är endemiskt i nya världen och släktets arter lever från Mexiko i norr till nordöstra Sydamerika i söder. Släktet kallas ibland för trädalligatorer.
Medlemmarna lever i bergstrakter mellan 1000 och 2700 meter över havet. Habitatet utgörs av fuktiga skogar. I motsats till flera andra kopparödlor har arterna korta extremiteter. På sidan av kroppen, mellan rygg- och bukfjällen, går det ett längsgående hudveck. Honor lägger inga ägg utan föder levande ungar.

## Arter
- Abronia anzuetoi Campbell & Frost, 1993
- Abronia aurita (Cope, 1869)
- Abronia bogerti Tihen, 1954
- Abronia campbelli Brodie & Savage, 1993
- Abronia chiszari H.M. Smith & R.B. Smith, 1981
- Abronia deppii (Wiegmann, 1828)
- Abronia fimbriata (Cope, 1884)
- Abronia frosti Campbell, Sasa, Acevedo & Mendelson, 1998
- Abronia fuscolabialis (Tihen, 1944)
- Abronia gaiophantasma Campbell & Frost, 1993
- Abronia graminea (Cope, 1864)
- Abronia leurolepis Campbell & Frost, 1993
- Abronia lythrochila H.M. Smith & Álvarez del Toro, 1963
- Abronia martindelcampoi Flores-Villela & Sánchez-H., 2003
- Abronia matudai (Hartweg & Tihen, 1946)
- Abronia meledona Campbell & Brodie, 1999
- Abronia mitchelli Campbell, 1982
- Abronia mixteca Bogert & Porter, 1967
- Abronia montecristoi Hidalgo, 1983
- Abronia oaxacae (Günther, 1885)
- Abronia ochoterenai (Martín del Campo, 1939)
- Abronia ornelasi Campbell, 1984
- Abronia ramirezi Campbell, 1994
- Abronia reidi Werler & Shannon, 1961
- Abronia salvadorensis Hidalgo, 1983
- Abronia smithi Campbell & Frost, 1993
- Abronia taeniata (Wiegmann, 1828)
- Abronia vasconcelosii (Bocourt, 1871)

The Reptile Database listar 29 arter i släktet.